# Хірано Такаші
Такаші Хірано — японський журналіст, політолог, колишній дипломат, письменник і фотограф, який з 2008 року працює в Україні. Відомий завдяки своїй творчості (виставки фотографій, книга «Український фан-book»), роботі в Посольстві Японії в Україні у 2014—2018 рр. та співпраці з національним інформаційним агентством Укрінформ з 2018 року по сьогодні. А також завдяки професійному володінню українською мовою.

## Біографія
Такаші Хірано народився і проживав до кінця 1990-х у невеликому місті Йонаґо на заході найбільшого з островів Японського архіпелагу, Хонсю. Його батько був учителем географії і, зокрема, з книги з батьківської бібліотеки юнак дізнався про Україну. Зацікавившись, він обрав навчання на кафедрі східно-європейського та російського регіонознавства Токійського університету іноземних мов, де вивчав українську в 2000—2004 рр. Пару років працював у Токіо фотографом-фрілансером, брав участь у колективній фотовиставці переможців фотоконкурсу Epson Color Imaging Contest 2008 року.
2008 року переїхав до Львова для роботи в якості викладача японської ЛНУ ім. І. Франка. З того часу практично безперервно живе в Україні, раз на рік провідуючи рідних в Японії, також активно подорожує та фотографує під час подорожей (Індія, Туреччина, Танзанія, Марокко та ін.). За понад десять років життя в Україні Такаші декілька разів ставав героєм репортажів як іноземець, котрий опанував українську мову. Викладав у Львівському університеті до 2012 року, давав також і приватні уроки японської. В період викладання в ЛНУ пройшли його перші в Україні фотовиставки. У 2012—2013 роках навчався на факультеті міжнародних відносин ЛНУ, обрав спеціалізацією країни Чорноморського регіону.
В січні 2014 року почав роботу в Посольстві Японії в Україні та переїхав до Києва. На посаді аташе політичного відділу Посольства багато подорожував Україною, зокрема, опікуючись проведенням заходів в рамках Року Японії в Україні. Однією з подій Року стала його персональна фотовиставка «Бути ще більше собою».
Відчуваючи гострий брак об'єктивної інформації та засилля російської пропаганди щодо України в японській пресі, восени 2018-го дипломат перейшов на роботу редактора япономовної версії сайту Укрінформ. На цій посаді він керує наповненням сайту перекладами статей Укрінформу, створює оригінальні матеріали про Україну японською мовою та, рідше, матеріали українською, що стосуються культури його країни та подій в українсько-японських відносинах.
2019 року в Києві пройшла четверта персональна виставка світлин, 2020 року в Японії вийшла друком його книга ウクライナ・ファンブック («Український фан-book»), а 2024 року його друга книжка ロシア・ウクライナ戦争　戦争のある日常を生きる ("Російсько-українська війна очима з Києва — Жити життя з війною") вийшла на японському ринку.

### Фотографія
Такаші Хірано захоплювався фотографуванням з юності. Під час навчання в університеті та деякий час після випуску він будував кар'єру фотографа-фрілансера у Токіо. В джерелах згадується його успіх на фотоконкурсі Epson Color Imaging Contest 2008 року: нагорода Merit Award і участь у колективній виставці учасників конкурсу.
В Україні пройшли чотири персональні виставки фоторобіт митця: «Будь ще більше такою, як ти є, М.» (травень 2009), «Фотообраз Хірано Такаші» (грудень 2009, обидві у Львові), «Бути ще більше собою» (2017), «Бабуся Ацуко» (2019, обидві в галереї платформи Ізоляція, Київ). Відомий український фотомитець і, за сумісництвом, головний редактор фотовідеослужби Укрінформу Олександр Ляпін так характеризує творчість свого японського колеги:
Хірано Такаші — любитель інтимної фотографії. Він дуже близько підбирається до своєї моделі і намагається зафіксувати її життя до дрібниць… Фотограф фіксує своє відчуття краси, яке виникло при погляді на людину. Краса для Такаші — це любов, любов підсилює відчуття прекрасного, яке воскрешає минуле у всіх деталях.
Відкриття п'ятої фотовиставки «Жити життя з війною» відбулося в Києві 25 червня 2025 року.

### Український фан-book
Задум про книгу-путівник Україною для японців виник іще під час роботи в Посольстві, принаймні з 2017-го автор розробляв концепцію твору та збирав матеріали для нього. Проте реалізувати задум вдалося лише у 2019—2020 роках після звернення японського видавництва з пропозицією створити таку книгу для японського ринку. Такаші Хірано так говорить про її зміст:
…я розповідаю японцям про все, що є в Україні, лаконічно й нейтрально, щоб вони зацікавилися, а потім могли самостійно шукати інформацію про неї, захотіли побачити її власними очима. Інакше кажучи, написав так, щоб стало відкриттям для читачів, що Україна є дуже чарівна. 
Книга з 224 сторінок містить географічні, історичні, етнографічні та інші дані щодо нашої держави, розмовник, персональні історії та відгуки щодо міст і пам'яток, українських продуктів харчування, страв та закладів, щедро ілюстрована фотографіями автора. За його словами однією з задач історичної частини та довідок, присвячених кримським татарам і жителям Сходу України, є те, щоби читачі-японці «мали свою позицію в тих чи інших питаннях щодо України, зокрема щодо Криму та Донбасу, або принаймні ніколи не забували про Україну».

### Співпраця з Вікімедіа
Завдяки давнім зв'язкам із кримськотатарськими активістами в Україні, вивченню їх мови та деякому досвіду роботи в Вікіпедії, Такаші спробував долучитися до розвитку кримськотатарської мови та відповідного мовного розділу Вікіпедії. В січні 2020 він (та користувачі Aced, Visem, fed4ev) за підтримки громадських організацій Вікімедіа Україна і Кримський дім організував навчальний захід із вікі-редагування для представників кримськотатарської спільноти «Пишімо Qırımtatarca Vikipediya».